# 1637

## Esdeveniments
- Publicació del Discurs del Mètode de René Descartes
- Primera construcció mundial fixa per a l'òpera a Venècia (Teatro San Cassiona)
- Comença la Guerra dels Trenta Anys a Catalunya.[1]

## Naixements
- 1 de gener - Go-Sai, emperador del Japó (m. 1685)
- 7 de desembre - Bernardo Pasquini, compositor italià

## Necrològiques
- 3 de juny - Girona: Dalmau Ciurana, frare dominic. Per la seva vida religiosa, és considerat venerable. (n. 1537)
- 6 d'agost - Ben Jonson, escriptor anglès